# TV Pampa Norte
TV Pampa Norte é uma emissora de televisão brasileira sediada em Carazinho, cidade do estado do Rio Grande do Sul. Opera no canal 9 (26 UHF digital), e é afiliada à RedeTV!. A emissora integra a Rede Pampa, rede de televisão pertencente ao grupo homônimo, e gera sua programação para a porção norte do estado. Seus estúdios ficam no 7.º andar do Edifício Avenida, no Centro da cidade, e sua antena de transmissão está no alto do prédio.

## História
A TV Pampa Norte iniciou suas atividades em 17 de setembro de 1988, em Carazinho sendo afiliada à Rede Manchete. Em 1.º de junho de 1992, juntamente com as outras emissoras da Rede Pampa no interior gaúcho, rescindiu com a Manchete e afiliou-se ao SBT.. Em 1.º de novembro de 2003, migrou para a Rede Record.
Em 2008, a TV Pampa Norte, juntamente com as outras duas emissoras da Rede Pampa de Comunicação no interior do estado, adotou o nome TV Record Carazinho, transmitindo para sua região de cobertura, programas gerados pela TV Record Rio Grande do Sul. Depois de uma divergência entre os diretores da Rede Pampa e os executivos do Grupo Record, causada pelo uso de retransmissoras sem autorização e por irregularidades nas cláusulas do contrato que mudavam os nomes, as emissoras voltaram a utilizar a nomenclatura "Pampa". A emissora rescindiu contrato com a Rede Record em 13 de junho, e em 14 de julho a TV Pampa passou a ser afiliada à RedeTV! nas cidades do interior gaúcho.
No fim de 2019, a emissora encerrou a produção de programas locais, passando a retransmitir a programação de Porto Alegre. Em 6 de agosto de 2020, é anunciado que a emissora, assim como a TV Pampa Centro de Santa Maria, deixará de ter equipe de jornalismo. A Rede Pampa demitiu, dessas emissoras, quase 15 profissionais.

## Sinal digital
| Canal virtual | Canal digital | Resolução de tela | Programação                                       |
| ------------- | ------------- | ----------------- | ------------------------------------------------- |
| 9.1           | 26 UHF        | 480i              | Programação principal da TV Pampa Norte / RedeTV! |

A emissora iniciou suas transmissões digitais em 7 de abril de 2021, através do canal 26 UHF para Carazinho e áreas próximas.
Transição para o sinal digital
Com base no decreto federal de transição das emissoras de TV brasileiras do sinal analógico para o digital, a TV Pampa Norte, bem como as outras emissoras de Carazinho, cessou suas transmissões pelo canal 9 VHF em 15 de dezembro de 2023, seguindo o cronograma oficial da ANATEL.

## Retransmissoras
| Cidade      | Analógico | Digital | Cidade       | Analógico | Digital | Cidade   | Analógico | Digital | Cidade               | Analógico | Digital |
| ----------- | --------- | ------- | ------------ | --------- | ------- | -------- | --------- | ------- | -------------------- | --------- | ------- |
| Chapada     | 04        | 26*     | Cruz Alta    | 08        | 49*     | Erechim  | 31        | 26      | Getúlio Vargas       | 05        | -       |
| Horizontina | 33        | 26*     | Ijuí         | 09        | 26*     | Marau    | 48        | 26*     | Palmeira das Missões | 21        | 50*     |
| Panambi     | -         | 54 (50) | Passo Fundo  | -         | 13 (49) | Pejuçara | 07        | -       | Santa Bárbara do Sul | 08        | 26      |
| Santa Rosa  | 09        | 26*     | Santo Ângelo | 26        | 49*     | Sarandi  | 09        | -       | Soledade             | 05        | 26*     |
| Três Passos | 19        | -       |              |           |         |          |           |         |                      |           |         |

* - Em implantação